# Den tyrkiske stjerne
Den tyrkiske stjerne (originaltitel Stephen Steps Out) er en amerikansk stumfilm fra 1923 af Joseph Henabery.

## Medvirkende
- Douglas Fairbanks, Jr. som Stephen Harlow Jr.
- Theodore Roberts som Stephen Harlow Sr.
- Noah Beery, Sr. som Muley Pasha
- Harry Myers som Harry Stetson
- Frank Currier som Lyman Black
- James O. Barrows som Gilman
- Fanny Midgley som Mrs. Gilman
- Bertram Johns som Virgil Smythe